# A Chinese Ghost Story
A Chinese Ghost Story is een fantasyfilm uit Hongkong van regisseur van Tsui Hark.

Titel in Chinese karakters: 倩女幽魂. Uitspraak in Kantonees Sinnui yauwan.

## Vervolgen op de film
1990 - A Chinese Ghost Story Part II
1991 - A Chinese Ghost Story III
1997 - A Chinese Ghost Story (animefilm)

## Verhaal
Een belastinggaarder moet overnachten in een behekste tempel omdat niemand uit het dorp hem in huis wil hebben. Hier ontmoet hij een lieftallig meisje waar hij verliefd op wordt. Helaas voor hem is ze een verdoemde geest.

## Rolverdeling
| Acteur        | Personage                           |
| ------------- | ----------------------------------- |
| Leslie Cheung | Ning Tsai-Shen, de belastinggaarder |
| Joey Wong     | Nieh Hsiao-Tsing, de geest          |
| Wu Ma         | Yen Che-Hsia, de zwaardvechter      |
| Lau Siu-Ming  | Boomduivel                          |
| Sit Chi-Lun   | Ching                               |
| Lam Wai       | Hsia-Hou                            |